# Gattendorf (Austria)
Gattendorf è un comune austriaco di 696 abitanti nel distretto di Neusiedl am See, in Burgenland. Nel 1971 fu soppresso e unito a Neudorf bei Parndorf e Potzneusiedl per formare il nuovo comune di Gattendorf-Neudorf, ma il 1º gennaio 1990 i tre comuni riacquistarono la loro autonomia.